# Прапор Стрижавської територіальної громади
Прапор Стрижавської громади — офіційний символ селища Стрижавка та Стрижавської громади Вінницької області, затверджений рішенням на 18 черговій сесії Стрижавської селищної ради 8 скликання від 19 липня 2021 року.
Автор проєкту — А. Гречило.

## Опис
Опис надається згідно з рішення 18 чергової сесії Стрижавської селищної ради "Про затвердження офіційних символів Стрижавської територіальної громади":
Прапор побудовано на основі герба селища та громади. 
|  | Квадратне полотнище, розділене горизонтально посередині зубчастим діленням на верхню червону та нижню жовту смуги, на червоній смузі – біла стріла вістрям вгору з горизонтальною перемичкою та роздвоєною основою, біля неї – білий лапчастий хрест із накладеним щитком, у синьому полі якого білий півмісяць, повернутий ріжками до вільного краю. |

За змістом:  
- роздвоєна стріла з перемичкою є елементом із герба Костеша, який використовувала родина Стрижевських, зокрема Гнівош Стрижевський (він був зокрема послом від Брацлавського воєводства на сеймі 1569 р.), і вказує на місцеву руську шляхту, яка сприяла розвитку поселення.
- Хрест із накладеним щитком із півмісяцем є територіальним символом Брацлавщини, підкреслює розташування селища у цьому історичному регіоні. Хрест також уособлює високу духовність місцевих мешканців.
- Зубчаста стіна вказує на історичне стратегічне значення Стрижавки.

## Джерело
- Рішення №3 18 чергової сесії Стрижавської селищної ради від 19 липня 2021 року[2].

1. ↑  Затверджено офіційні символи Стрижавської територіальної громади: логотип, герб і прапор. stryzhavska-rada.gov.ua (ua) . Архів оригіналу за 9 вересня 2021. Процитовано 9 вересня 2021.
2. ↑  Про затвердження офіційних символів Стрижавської територіальної громади. stryzhavska-rada.gov.ua (ua) . Архів оригіналу за 8 вересня 2021. Процитовано 9 вересня 2021.